# Liste der Monuments historiques in La Neuville-en-Hez
Die Liste der Monuments historiques in La Neuville-en-Hez führt die Monuments historiques in der französischen Gemeinde La Neuville-en-Hez auf.

## Liste der Bauwerke
| Bezeichnung                                                                 | Beschreibung              | Standort | Kennzeichnung | Schutzstatus | Datum | Bild           |
| --------------------------------------------------------------------------- | ------------------------- | -------- | ------------- | ------------ | ----- | -------------- |
| Toreinfahrt zum ehemaligen Couvent des Cordeliers de Notre-Dame-de-la-Garde | Erbaut im 15. Jahrhundert | (Lage)   | PA00114777    | Inscrit      | 1951  | weitere Bilder |
| Kirche Notre-Dame de la Nativité                                            |                           | (Lage)   | PA00114778    | Inscrit      | 1927  | weitere Bilder |

## Liste der Objekte

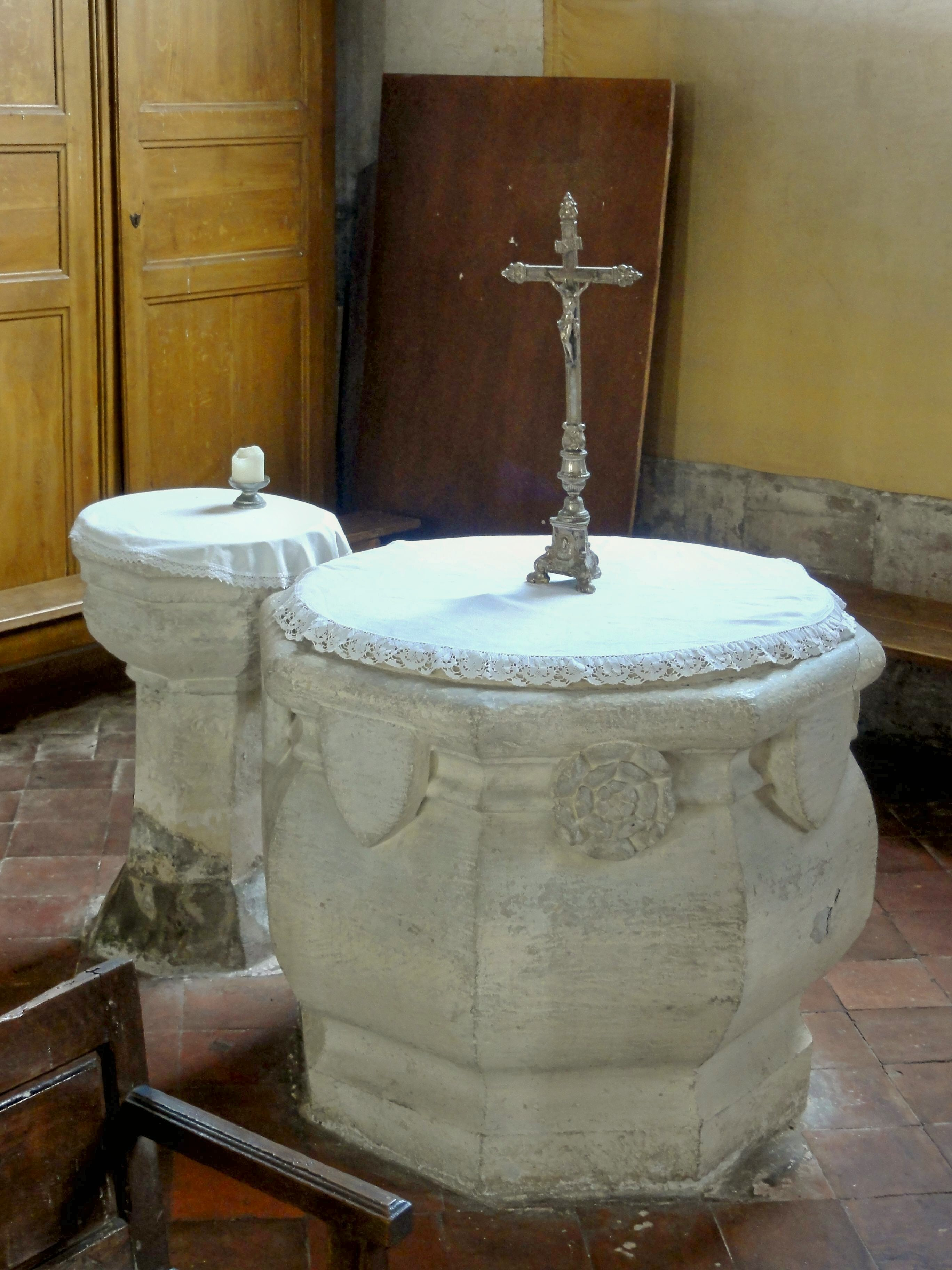
Taufbecken und Piscina in La Neuville-en-Hez

- Monuments historiques (Objekte) in La Neuville-en-Hez in der Base Palissy des französischen Kultusministeriums

Siehe auch: Taufbecken (La Neuville-en-Hez)